# Koska Helva

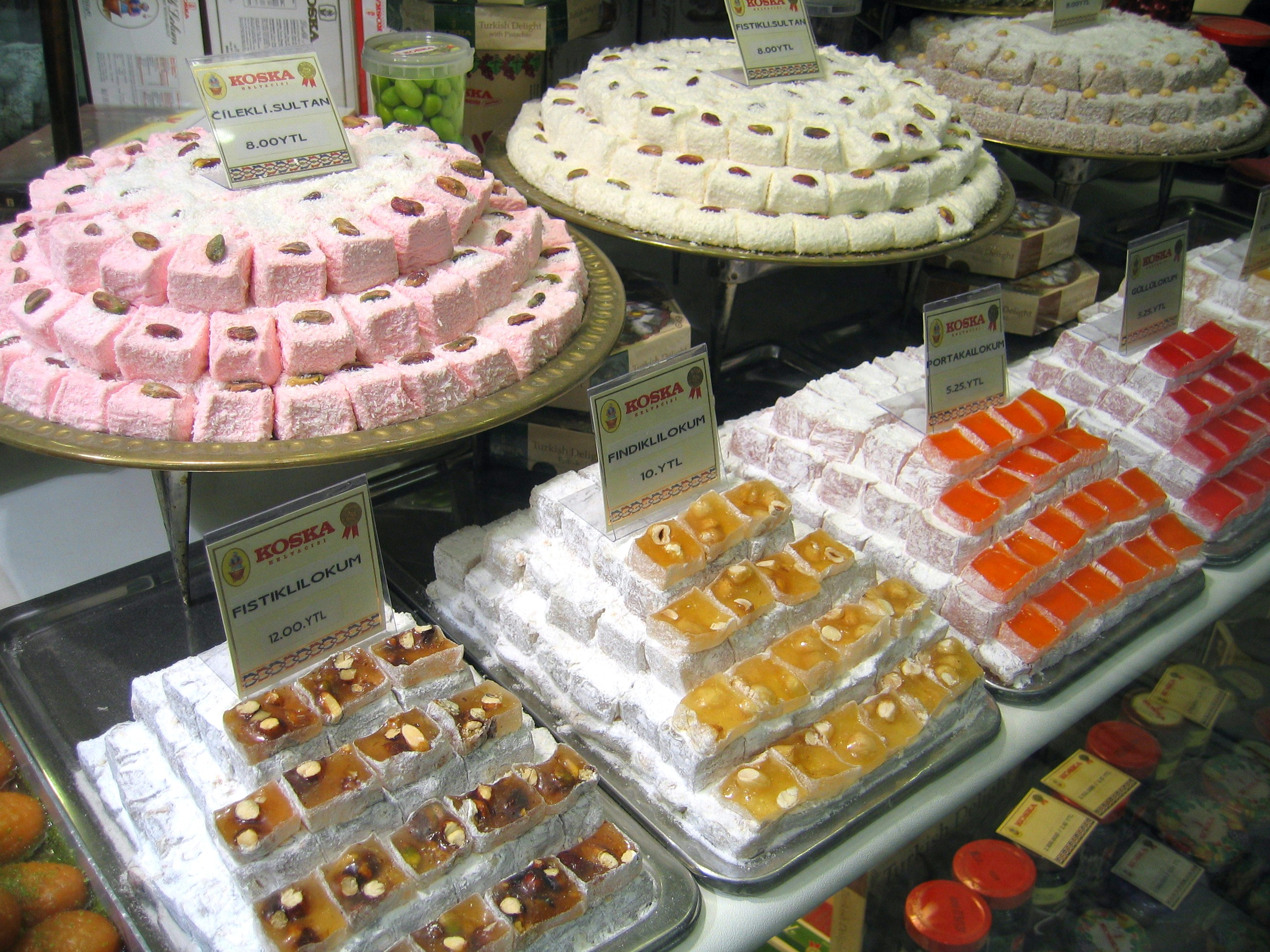
Varietats de lokum en exhibició en la finestra d'una de les branques de Koska Helvacısı a Istanbul.

Koska Helvacısı és la companyia líder i la marca comercial tradicional de la producció de helva i delícies turques a Turquia.
Koska era un antic barri d'Istanbul, a prop d'Aksaray. L'empresa pren el seu nom de les seves antigues instal·lacions a Koska. Els orígens de Koska es remunten a la ciutat de Denizli a principis de segle 20, on va ser fundada el 1907 per Hacı Emin Bey.
El seu fill Halil Ibrahim Adil Dindar va arribar a Istanbul l'any 1931 i va establir-hi una producció d'Helva i venda botiga a Koska. El 1982, després de la mort del seu pare, els hereus, els tres germans Dindar divideixen la companyia en dos, però van fer un acord per continuar utilitzant el nom de la marca de Koska, ambdós independently. Nevzat i Mumtaz Dindar van establir "Merter Helva" sota la marca "Koska" mentre Mahir Dindar va establir "Mahir da" sota la marca "Koska Helvacısı". Així, tant el mercat empreses (ed) els seus productes utilitzant el nom tradicional "Koska".
El 2011, Merter va afegir un «nazar boncuğu» al seu logotip, amb l'objectiu de diferenciar les dues companyies. Això va ser criticat per Mahir da com una violació del seu acord i va anunciar que cap producte Koska portava cap signe com insectes, flors o perles. A canvi, Merter anuncia que cap producte Koska sense la imatge de la "Helvacı Dede" (Granpa Helvacı) és genuí Koska.
Merter Helva redactat una "constitució" per a la cultura de l'empresa, no té divisions similars en el futur. També va rebre una "kosher food" i un certificat de "menjar halal". Les dues empreses produeixen delícies turques, conserves de fruites i diversos altres productes de confiteria dolça, a banda de les tradicionals classes "Helva". En una entrevista amb la premsa, Emin Dindar, el president de Merter Helva, diu que la companyia exporta el 20% de la seva producció a 78 països. També diu que han desenvolupat un nou producte, tahin-pekmez, posant-lo en tub, tal com la xocolata, per al gaudi dels nens.